# متیو ژیرو
متیو ژیرو (انگلیسی: Mathieu Giroux; ۲ مارس ۱۹۸۶ – ) اسکیت‌باز سرعت، و اسکیت‌باز سرعت، اهل کانادا بود.